# Alain Godard (scénariste)
Ne doit pas être confondu avec l'agronome Alain Godard (1946-2016).
Alain Godard est un publicitaire et scénariste français né le 7 juin 1944 à Boulogne-Billancourt et mort le 13 mars 2012  à Suresnes,,.

## Carrière
Godard est concepteur-rédacteur à l'agence Publicis de 1967 à 1969, directeur général de Doyle Dane Bernbach de 1970 à 1976, directeur de la création d'Eurocom de 1977 à 1980, directeur de la création (1987-1988) puis président-directeur général (1988-1991) du groupe Havas Dentsu Marsteller, et vice-président d’Euro-RSCG de 1991 à 1995.
Il est surtout connu pour son travail de scénariste, notamment pour plusieurs films de Jean-Jacques Annaud.

## Filmographie
- 1976 : Dracula père et fils, d'Édouard Molinaro
- 1978 : Je suis timide mais je me soigne, de Pierre Richard
- 1979 : Coup de tête, de Jean-Jacques Annaud
- 1980 : C'est pas moi, c'est lui, de Pierre Richard
- 1981 : Pourquoi pas nous ?, de Michel Berny
- 1981 : La Guerre du feu, de Jean-Jacques Annaud
- 1983 : Signes extérieurs de richesse, de Jacques Monnet
- 1985 : Palace, d'Édouard Molinaro
- 1986 : Le Nom de la rose, de Jean-Jacques Annaud
- 1994 : Guillaumet, les ailes du courage, de Jean-Jacques Annaud
- 1998 : La Femme du cosmonaute, de Jacques Monnet
- 1999 : Tombé du nid, d'Édouard Molinaro
- 2001 : Stalingrad, de Jean-Jacques Annaud
- 2004 : Deux Frères, de Jean-Jacques Annaud
- 2007 : L'Affaire Christian Ranucci : Le Combat d'une mère, de Denys Granier-Deferre
- 2009 : L'Abolition, de Jean-Daniel Verhaeghe
- 2011 : Or noir, de Jean-Jacques Annaud
- 2015 : Le Dernier Loup, de Jean-Jacques Annaud[4]